# Juncus conglomeratus

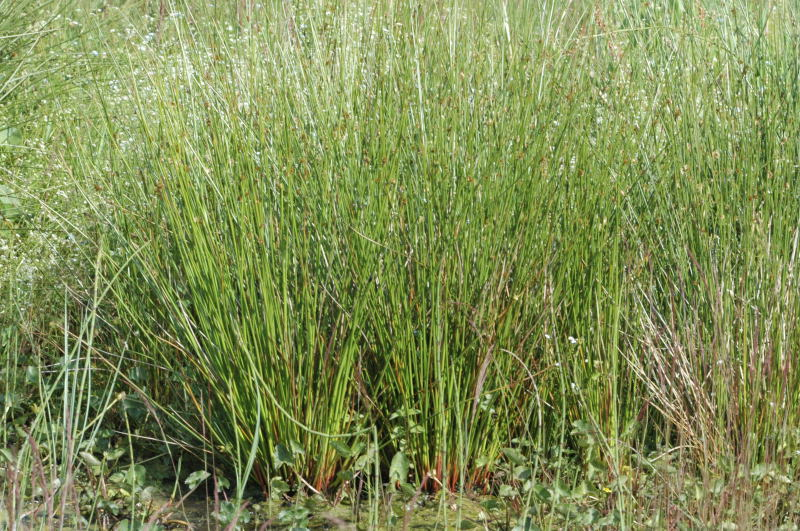
Juncus conglomeratus

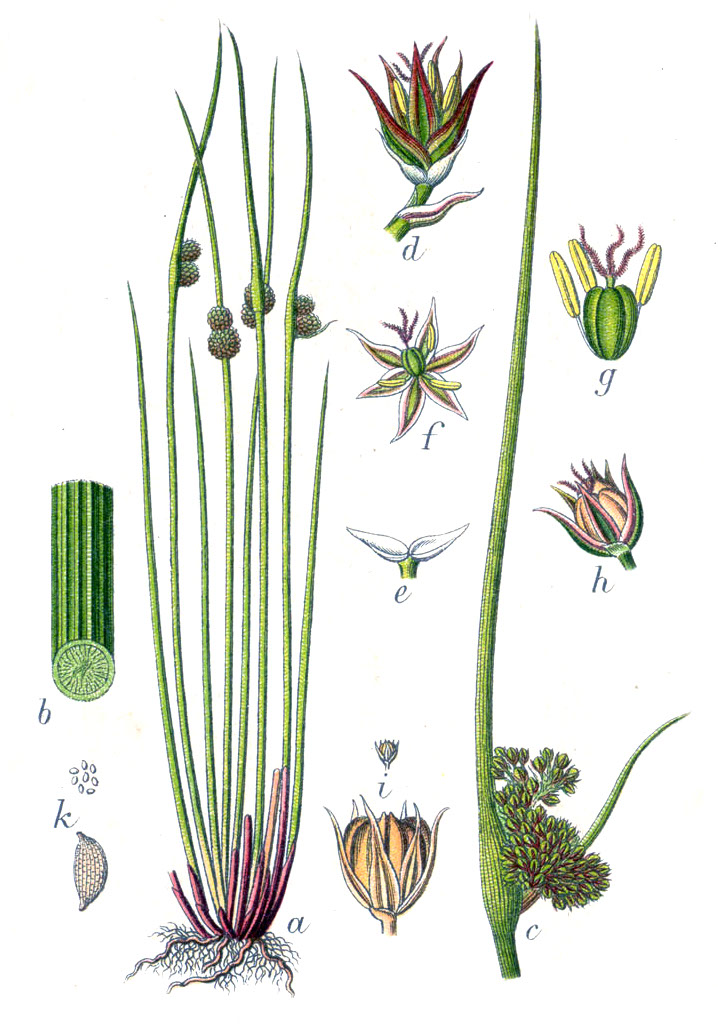
Illustrazione

Juncus conglomeratus è una pianta  appartenente alla famiglia delle Giuncacee.
L'epiteto specifico conglomeratus (= raggomitolato) deriva dalla forma del fiore.

## Descrizione
È una pianta pluriennale che cresce senza stoloni sovente in spessi nidi. Il suo colore va dal verde scuro al grigioverde e la sua altezza da 30 a 100 cm, talvolta anche più.
I fusti, pieni di midollo, crescono rigidi e ritti e portano sottili costolature allungate. Essi portano una sola infiorescenza. Le basi fogliari raccolte sono di colore marrone giallastro e opaco.
L'infiorescenza è un'apparente pannocchia a più fiori disposta lateralmente. Questa è spesso a testa compatta e raramente allentata e aperta. I sei tepali sono lunghi da 2,5 a 3,5 mm; essi sono lunghi, appuntiti, brunastri e nella maggior parte dei casi più lunghi del frutto.
La maggior parte ha solo tre stami, più lunghi del filamento, e hanno forma di nastro. I tre stigmi diritti sono rossi.
L'ovario è tre volte la lunghezza dello stilo. I frutti sono capsule a tre spigoli. Essi sono allargati in cima e rientranti. I semi sono di colore rossastro. Fiorisce tra maggio e luglio.
Il numero cromosomico è 2n = 40 o 42.

## Distribuzione e habitat
Juncus conglomeratus è nativo dell'Europa, Asia orientale e Nordafrica. È stato presumibilmente importato in Nordamerica.
Esso cresce nei prati umidi, nei fossi e lungo le vie.